# Dorfkirche Walow

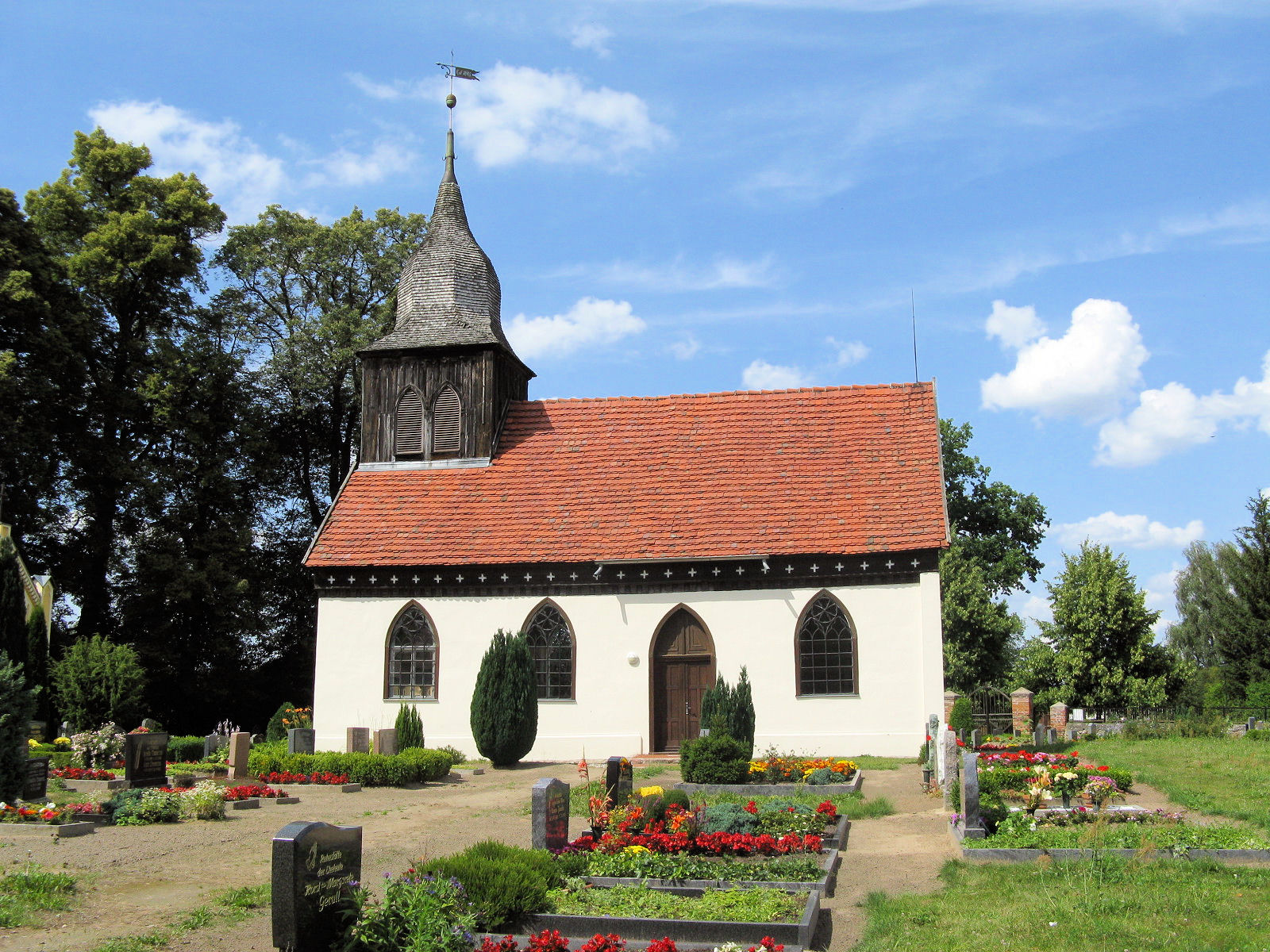
Dorfkirche Walow

Die Dorfkirche ist ein denkmalgeschütztes Kirchengebäude in Walow, einer Gemeinde im Landkreis Mecklenburgische Seenplatte (Mecklenburg-Vorpommern).

## Geschichte und Architektur

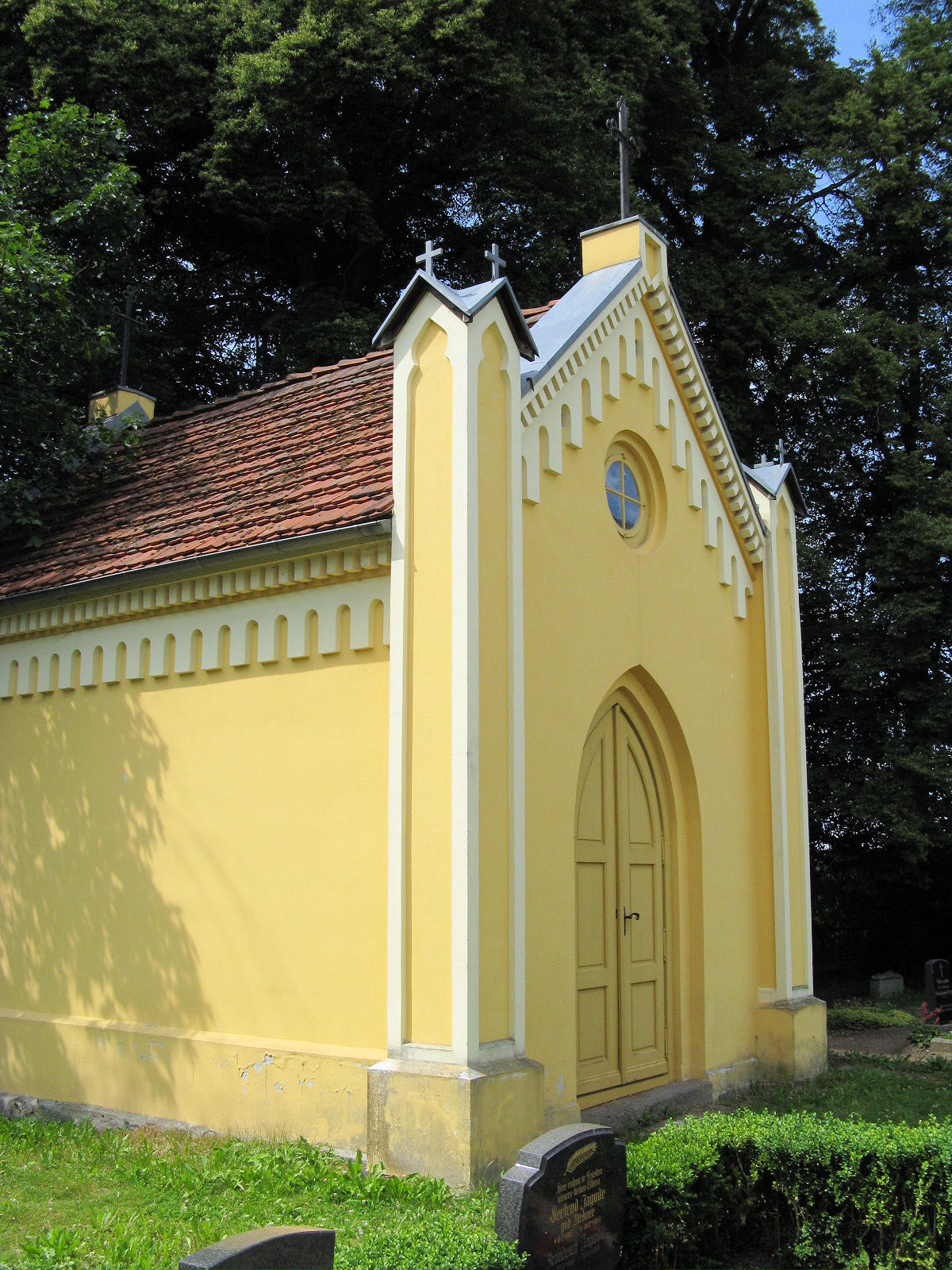
Mausoleum der Familie Flotow mit Fialtürmchen neben der Kirche

Eine Filialkirche von Grüssow befand sich schon im 13. Jahrhundert in Walow, sie wurde noch 1541 urkundlich erwähnt. Aus welchem Grund und wann sie verfiel, ist nicht überliefert.
Der jetzige Bau wurde 1845 in Fachwerkbauweise errichtet und in neuerer Zeit verputzt. Die Wände sind durch Spitzbogenfenster mit ornamentaler Bleiverglasung und das Eingangsportal gegliedert. An den Wänden befindet sich umlaufend ein Fries mit hellen Kreuzen. Die Kirche steht inmitten eines, mit einer Feldsteinmauer umgebenen Friedhofes. Sie wurde in den 1980er Jahren aufwändig saniert und von 2000 bis 2002 vollständig rekonstruiert. Der schlichte Innenraum ist mit einer flachen Holz- und Bretterdecke überspannt. Der verbretterte, schiefergedeckte Dachturm ist mit einer glockenförmigen Haube bekrönt, die in eine Wetterfahne von 1845 übergeht.
Neben der Kirche steht das ebenfalls denkmalgeschützte Mausoleum der Familie Flotow mit Fialtürmchen und stufenförmigen Blenden.

## Ausstattung
- Das Taufbecken ist eine galvanoplastische Nachbildung einer Hohenzollern-Taufschale.
- Die beiden Glocken wurden 1894 von C. Oberg aus Wismar gegossen.
- Die sonstige Ausstattung ist schlicht gehalten.

## Gemeinde
Walow war immer Filiale der Pfarrkirche in Grüssow. Heute gehört sie mit der Kirche in Grüssow und den Kirchen Satow, Lexow und Zislow zur verbundenen Kirchengemeinde Grüssow/Satow der Propstei Neustrelitz im Kirchenkreis Mecklenburg der Evangelisch-Lutherischen Kirche in Norddeutschland.